# Corythalia canalis
Corythalia canalis là một loài nhện trong họ Salticidae.
Loài này thuộc chi Corythalia. Corythalia canalis được Ralph Vary Chamberlin miêu tả năm 1925.